# Kūrān Korvīyeh
Kūrān Korvīyeh (persiska: Kūrān-e Kordīyeh, کوران کرویه) är en ort i Iran.   Den ligger i provinsen Nordkhorasan, i den nordöstra delen av landet, 600 km öster om huvudstaden Teheran. Kūrān Korvīyeh ligger 1 415 meter över havet och antalet invånare är 585.
Terrängen runt Kūrān Korvīyeh är varierad.Runt Kūrān Korvīyeh är det ganska glesbefolkat, med 38 invånare per kvadratkilometer. Närmaste större samhälle är Fārūj, 18,1 km söder om Kūrān Korvīyeh. Omgivningarna runt Kūrān Korvīyeh är i huvudsak ett öppet busklandskap.